# مالكوم د. غراهام
مالكوم د. غراهام (بالإنجليزية: Malcolm D. Graham)‏ هو محامي وسياسي أمريكي، ولد في 6 يوليو 1827 بمقاطعة أوتوغا في الولايات المتحدة، وتوفي في 6 أكتوبر 1878. انتخب عضو مجلس ولاية تكساس.